# Sonia Prina
Sonia Prina (30 de noviembre de 1975) es una contralto italiana, especializada en repertorio barroco; en concreto, las obras de Haendel.

## Biografía
Nació en Magenta (Italia) y estudió en el Conservatorio Giuseppe Verdi de Milán trompeta y voz. En 1994 es admitida en la escuela de canto del Teatro de la Scala de Milán y debuta 3 años después en ópera barroca. Un año después, con 23 años debuta en la Scala interpretando a Rosina en El barbero de Sevilla de Gioachino Rossini, junto a Juan Diego Florez
De Georg Friedrich Handel ha interpretado los roles de Bertarido en Rodelinda, Bradamante en Alcina,  Polinesso en Ariodante, Amastre de Serse y los papeles principales de Orlando, Julio César en Egipto, Rinaldo o Amadís de Gaula.
Sonia Prina también ha cantado ópera de Claudio Monteverdi (Orfeo, La coronación de Popea), Christoph Willibald Gluck (Aecio), Gioachino Rossini (La italiana en Argel) y Antonio Vivaldi; con las óperas de este último, Farnace y La Senna festeggiante, las abordó con Jordi Savall en la dirección.
Para televisión ha rodado varias óperas, destacando La cenicienta en 2006 junto a Juan Diego Flórez y Sonia Ganassi.
Sonia Prina ha cantado en los cosos operísticos más importantes del mundo como La Scala de Milán, el Teatro Real de Madrid, la Ópera de París, el Teatro San Carlos de Nápoles, el Gran Teatro del Liceo, la Ópera de Zúrich... También ha sido invitada a los festivales más importantes como a Salzburgo, Aix-en-Provence, Glyndebourne, Ravena...